# Bang My Head
«Bang My Head» es una canción realizada por el DJ y productor francés David Guetta, con la participación vocal de la artista australiana Sia y del rapero estadounidense Fetty Wap, la canción fue ocupada para la película de ciencia ficción y horror de 2015, Victor Frankenstein. Fue lanzado como el segundo sencillo de la versión revisitada del sexto álbum de estudio de Guetta, Listen. "Bang My Head" coincide como el séptimo sencillo del álbum general Esté liberado vía descarga digital el 30 de octubre de 2015. La versión del álbum original de la canción sólo contó con la voz de Sia, pero el segundo verso fue reemplazado más tarde con la voz de Fetty Wap para posteriormente, volver a lanzarse.

## Composición
Musicalmente, la canción está escrita en la tonalidad de la menor. La versión del álbum de la canción sigue una progresión de acordes de Am-G-F y tiene un tempo de 124 latidos por minuto. Sin embargo, la única versión de la canción con el rapero estadounidense Fetty Wap tiene un tempo de 108 latidos por minuto. La voz de Sia abarcan dos octavas, de G3 a G5.

## Vídeo musical
El video musical se estrenó el 6 de noviembre de 2015. El video muestra Guetta perdiendo un juego de póquer y a una mujer interviniendo para ganar todo de vuelta para él en una carrera de caballos en tecnicolor. Ni Sia ni Fetty Wap aparecen en el video.

## Listas

### Listas Semanales
| Lista (2015–2016)                                 | Mejor posición |
| ------------------------------------------------- | -------------- |
| Alemania (Offizielle Deutsche Charts)             | 24             |
| Australia (ARIA)                                  | 21             |
| Austria (Ö3 Austria Top 40)                       | 16             |
| Bélgica (Flandes) (Ultratop 50)                   | 29             |
| Bélgica (Valonia) (Ultratop 50)                   | 2              |
| Colombia (Lista LOS40)                            | 2              |
| Croacia (Airplay Radio Chart)                     | 1              |
| Dinamarca (Tracklisten)                           | 38             |
| Escocia (Scottish Singles Sales Chart)            | 16             |
| Eslovaquia (Rádio Top 100)                        | 74             |
| España (Top 100 Canciones)                        | 11             |
| Estados Unidos (Billboard Hot 100)                | 76             |
| Estados Unidos (Dance/Mix Show Airplay Billboard) | 5              |
| Estados Unidos (Mainstream Top 40)                | 34             |
| Estonia (Uuno Top 20)                             | 2              |
| Finlandia (OFC)                                   | 20             |
| Francia (SNEP)                                    | 3              |
| Francia Radio (SNEP)                              | 1              |
| Francia Streaming (SNEP)                          | 8              |
| Hungría (Dance Top 40)                            | 35             |
| Hungría (Rádiós Top 40)                           | 30             |
| Irlanda (IRMA)                                    | 25             |
| Israel (Media Forest)                             | 7              |
| Italia (FIMI)                                     | 22             |
| Líbano (OLT 20)                                   | 12             |
| México (México Ingles Airplay)                    | 2              |
| Nueva Zelanda (Recorded Music NZ)                 | 17             |
| Noruega (VG-lista)                                | 14             |
| Países Bajos (Dutch Top 40)                       | 26             |
| Países Bajos (Mega Single Top 100)                | 19             |
| Perú (Peru Top 100)                               | 11             |
| Polonia (Polish Airplay Top 100)                  | 13             |
| Reino Unido (UK Singles Chart)                    | 18             |
| Reino Unido (UK Dance Chart)                      | 6              |
| República Checa (Rádio Top 100)                   | 14             |
| Suecia (Sverigetopplistan)                        | 19             |
| Suiza (Schweizer Hitparade)                       | 18             |

## Certificaciones
| Territorio    | Organismo certificador | Certificación | Ventas certificadas | Simbolización | Ref.   |        |        |        |
| Europa        | Europa                 | Europa        | Europa              | Europa        | Europa | Europa | Europa | Europa |
| ------------- | ---------------------- | ------------- | ------------------- | ------------- | ------ | ------ | ------ | ------ |
| Italia        | FIMI                   | Oro           | 25 000              | ●             | [ 42 ] |        |        |        |
| Reino Unido   | BPI                    | Plata         | 200 000             | —             | [ 43 ] |        |        |        |
| Australia     |                        |               |                     |               |        |        |        |        |
| Nueva Zelanda | RIANZ                  | Platino       | 15 000              | —             | [ 44 ] |        |        |        |